# 大阪公立大学
大阪公立大学（おおさかこうりつだいがく、英語: Osaka Metropolitan University）は、大阪府にある公立大学。略称は公大（こうだい）、大公大、阪公大、公立大、OMU、ハム大。ハム大という略称は，「公」の字をカタカナの「ハ」と「ム」に分割することに由来する。
大阪府立大学（府大）と大阪市立大学（市大）の設置者である公立大学法人大阪が、両大学の統合を図るため新設した大学である。

## 概要
大阪公立大学は、2022年（令和4年）4月に大阪府立大学、大阪市立大学の2大学を統合することで新しく設置された公立大学である。1学域11学部と大学院15研究科を設置予定である。2大学の統合により、学生数（学部生と大学院生の総数）は約16,000人となり、公立大学としては日本最大の規模となる。また、一学年あたりの学部生定員は2,853人となり、国公立大学としては大阪大学、東京大学に次いで第3位となる。
学部学生数12,398人（公大8,682人・府大1,732人・市大1,984人）、大学院学生数3,593人（公大3,251人・府大123人・市大219人）、計15,991人（2024年5月1日時点）。

### 理念
開学理念は「総合知で、超えていく大学。」。
大阪の発展を牽引する「知の拠点」としての大学を目指し、新たに都市シンクタンク機能、技術インキュベーション機能という2つの機能を加えるとしている。これにより、大阪の都市問題解決や、大阪の産業の競争力強化に貢献する。また、学校教育法上の大学の機能である教育、研究、地域貢献の3機能を統合により強化し、世界に展開する高度研究型大学を目指すとしている。

### 名称
かねてより、大阪府立大学と大阪市立大学の2大学を統合した新大学を設置するという構想は存在していたが、大学名に関しては決まっていなかった。ただし両大学の統合は大阪都構想による大阪府・大阪市の二重行政解消が目的とされていたため、大阪都立大学構想などと呼ばれていた。
その後、2020年4月より新大学の名称の検討が始まり、同年6月に新大学の名前が「大阪公立大学（英語表記：University of Osaka）」に決定したと発表した。しかし、国立の大阪大学の英語表記である「Osaka University」との混同が指摘される問題があった。大阪大学は「教育研究活動を行う海外の研究者や、両大学で学ぶ留学生数の規模等を考えると、大学名称の混同は国際的にも影響が著しく、英語名称は研究者や留学生に誤解や混乱を生じさせないようグローバルな視点から決定される必要がある」として、英語表記の再考を検討すべきであると主張していた。このため、英語表記は大阪大学との協議を経て「Osaka Metropolitan University」への変更が2021年3月に決定された。

### 入学試験
2022年度入学者選抜については“2022年度入学者選抜要項”（2021年7月時点）等を参照。
開学後1期生となる2022年度入学者に係る初の入学選抜試験は、2022年2月25日に行われており、全体の志願者数は13,188人、倍率は5.4倍となった。なお、一般選抜入試における実質合格率は3.67倍であって、受験者10,261人中2,795人が合格した（追加合格者除く）。また、学校推薦型での入学者366人を含む特別選抜入試の合格者は400人であった。
同年4月11日に初の入学式が大阪城ホールで行われ、学部生2,917人（私費外国人留学生19人を含む）と大学院生1,480人を合わせた1期生の総勢4,397人が入学した。

## 沿革

### 略歴
2011年12月27日に開催された第1回大阪府市統合本部会議の中で、二重行政の解消に向けた経営形態の見直し検討項目（A項目）の一つに「大学」が示されたことがきっかけとなり、大阪府立大学と大阪市立大学の本格的な統合検討が始まった。
2012年5月、第12回大阪府市統合本部会議において「大阪における公立大学の使命を明確にするとともに将来ビジョンを取りまとめ」るため、有識者会議の設置が決定し、同年6月に「新大学構想会議」が設置され、府大ならびに市大関係者へのヒアリングが進められた。新大学構想会議はその後、同年11月に地方自治法に基づく大阪府と大阪市による共同設置の附属機関である「大阪府市新大学構想会議」となり、2013年1月18日に新大学構想について提言が行われた。
2013年10月には、両大学で「新大学案」が策定され、2016年度の開学が目指されていたが、2013年11月に大阪市会において大学統合関連議案（中期目標の変更などが中心だった）が否決されたことを受け、2014年、統合スケジュールを2016年開学から2022年開学に延期することが決定した。そして2015年、両大学間で「新・公立大学」大阪モデルが決定し、大学の統合によって、教育、研究、地域貢献などの大阪の発展を促進する大学を目指すという方向性が明確化された。
2019年4月、大阪府立大学、大阪市立大学の両法人が合併し「公立大学法人大阪」が設立され、大学統合の先駆けとなった。2020年6月、新大学の名称が「大阪公立大学」（英語名 University of Osaka）に決定される。
2020年7月、年初めに府・市・法人間で纏められた「新大学基本構想」等を参考にし、森之宮キャンパスによりふさわしい教育組織を再考し、各キャンパスの配置学部などの調整がなされた。
2022年4月に大阪公立大学の開学、2025年度内に大阪市城東区森之宮に新キャンパスの開設が予定されている。当初は4月に開設予定であったが、不発弾が発見されたため、その除去のために半年間遅れる見込みである。

### 年表
各大学の沿革は「大阪府立大学」「大阪市立大学」の項を参照のこと。
- 2012年
  - 6月 - 外部有識者による「新大学構想会議」を設置。
  - 11月 - 新大学構想会議をもとに、大阪府と大阪市による共同設置の附属機関「大阪府市新大学構想会議」を設置。
- 2013年
  - 1月 - 大阪府市新大学構想会議が「新大学構想＜提言＞」を提出。
  - 9月 - 「新大学ビジョン」を策定。
  - 10月 - 両大学で「新大学案」を策定。
  - 11月 - 大阪市会で大学統合関連議案が否決されたことを受けて、統合スケジュールを2022年に延期。
- 2015年2月 - 両大学間で「新・公立大学」大阪モデルが策定。
- 2019年4月 - 両法人が統合し、公立大学法人大阪が設立。
- 2020年
  - 1月 - 新大学の方向性、キャンパス整備の方針などを示した「新大学基本構想」を府・市・法人で取り纏められた。
  - 6月 - 統合した大学名が「大阪公立大学」（英語名：University of Osaka）に決定。
  - 7月 - 新大学基本構想を変更、配置学部を調整。
  - 10月 - 文部科学省に新大学の設置認可申請書を提出[9]。
- 2021年
  - 2月 - 主取引金融機関を三井住友銀行に決め、連携協定を締結[32]。
  - 3月 - 英語名を「Osaka Metropolitan University」に変更[20]。
  - 8月 - 文部科学省が「大阪公立大学」の設置を認可[33]。
- 2022年4月 - 「大阪公立大学」開学[34]。
- 2025年9月末（予定） - 大阪市城東区森之宮にメインキャンパスを開設[1][2]。

## 基礎データ

### 所在地
- 森之宮キャンパス（大阪府大阪市城東区森之宮2丁目）※2025年度内に開設予定[1][2]。
- 杉本キャンパス（大阪府大阪市住吉区杉本3丁目3番138号）
- 中百舌鳥キャンパス（大阪府堺市中区学園町1番1号）
- 阿倍野キャンパス（大阪府大阪市阿倍野区旭町1丁目4番3号）
- 羽曳野キャンパス（大阪府羽曳野市はびきの3丁目7番30号）
- りんくうキャンパス（大阪府泉佐野市りんくう往来北1番58号）

### 象徴

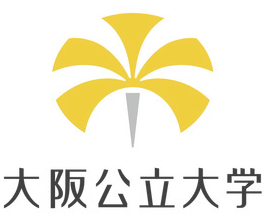
大阪公立大学のロゴマーク

#### ロゴマーク
大阪公立大学のロゴマークは、大阪府立大学・大阪市立大学の両大学の在学生および教職員ならびに両大学の卒業生による第1次投票を経て、その後の策定委員・外部委員による第2次投票の結果を踏まえたビジュアルアイデンティティ策定委員会での最終審議によって決定されて、2021年1月29日に発表された。(A)大阪府・大阪府立大学、(B)大阪市、(C)大阪市立大学それぞれの象徴である(a)銀杏、(b)桜、(c)ヤシの3つを融合したデザインとなっている。商標登録番号：6371441。

#### シンボルカラー
大阪公立大学のシンボルカラーは、ファーストカラーである"OMUゴールド"と、セカンドカラーである"OMUシルバー"との2色がある（"OMU"はOsaka Metropolitan Universityの略）。

#### 大学歌・学生歌
大阪公立大学の大学歌および学生歌は、学生・教職員からの公募により作成され、2025年3月に制定された。大学歌は、柴田幸穂（公立大学法人大阪 職員）作詞・作曲、石若雅弥編曲、大阪公立大学「大学歌」審査検討委員会 補詞・補曲による。学生歌は、それぞれ学生の作品「未来への道標」「翼、風に乗る」「重ねる足音」が選ばれた。大学歌は公式行事で使用する歌として、学生歌は学生が時々のシーンに合わせて選択して使用ができる歌として制定された。

## 組織構成

### 学部・学域
大阪公立大学では各学部・学域を中心に様々な分野の最先端の研究を実施し、学部・学域の枠を超えた研究・教育をすることで新技術の開発等を行う。
また新領域の学部・研究科は検討中であり、キャンパス整備に応じて設置予定である。
| 学部・学域         | 学科・学類             | 備考 |
| ------------------ | ---------------------- | --- |
| 現代システム科学域 | 知識情報システム学類   | 大阪府立大学現代システム科学域の知識情報システム学類・環境システム学類、地域保健学域の教育福祉学類が融合。加えて心理学類が新設。 |
| 現代システム科学域 | 環境社会システム学類   | 大阪府立大学現代システム科学域の知識情報システム学類・環境システム学類、地域保健学域の教育福祉学類が融合。加えて心理学類が新設。 |
| 現代システム科学域 | 教育福祉学類           | 大阪府立大学現代システム科学域の知識情報システム学類・環境システム学類、地域保健学域の教育福祉学類が融合。加えて心理学類が新設。 |
| 現代システム科学域 | 心理学類               | 大阪府立大学現代システム科学域の知識情報システム学類・環境システム学類、地域保健学域の教育福祉学類が融合。加えて心理学類が新設。 |
| 文学部             | 哲学歴史学科           | 大阪市立大学文学部がそのまま設置。 |
| 文学部             | 人間行動学科           | 大阪市立大学文学部がそのまま設置。 |
| 文学部             | 言語文化学科           | 大阪市立大学文学部がそのまま設置。 |
| 文学部             | 文化構想学科           | 大阪市立大学文学部がそのまま設置。 |
| 法学部             | 法学科                 | 大阪市立大学法学部、大阪府立大学現代システム科学域のマネジメント学類が融合。 |
| 経済学部           | 経済学科               | 大阪市立大学経済学部、大阪府立大学現代システム科学域のマネジメント学類が融合。 |
| 商学部             | 商学科                 | 大阪市立大学商学部、大阪府立大学現代システム科学域のマネジメント学類が融合。 |
| 商学部             | 公共経営学科           | 大阪市立大学商学部、大阪府立大学現代システム科学域のマネジメント学類が融合。 |
| 理学部             | 数学科                 | 大阪市立大学理学部、大阪府立大学生命環境科学域の理学類が融合。 |
| 理学部             | 物理学科               | 大阪市立大学理学部、大阪府立大学生命環境科学域の理学類が融合。 |
| 理学部             | 化学科                 | 大阪市立大学理学部、大阪府立大学生命環境科学域の理学類が融合。 |
| 理学部             | 生物学科               | 大阪市立大学理学部、大阪府立大学生命環境科学域の理学類が融合。 |
| 理学部             | 地球学科               | 大阪市立大学理学部、大阪府立大学生命環境科学域の理学類が融合。 |
| 理学部             | 生物化学科             | 大阪市立大学理学部、大阪府立大学生命環境科学域の理学類が融合。 |
| 工学部             | 航空宇宙工学科         | 大阪市立大学工学部、大阪府立大学工学域が融合。すべての学科が将来的には中百舌鳥キャンパスで開講される予定であるが、2022および2023年度の建築学科、都市学科、化学バイオ工学科入学生は4年間杉本キャンパスで開講、その他学科は中百舌鳥キャンパスで開講（建築学科、都市学科、化学バイオ工学科は大阪市立大学工学部のみに存在した学科であり、その他学科は両大学もしくは大阪府立大学工学域のみに存在した学科であるため）なお電子物理工学科は，電子物性コース(母体は旧大阪府立大学)と電子材料コース(母体は旧大阪市立大学)の二つで構成されており，二年次後期からいずれかのコースに配属される。 |
| 工学部             | 海洋システム工学科     | 大阪市立大学工学部、大阪府立大学工学域が融合。すべての学科が将来的には中百舌鳥キャンパスで開講される予定であるが、2022および2023年度の建築学科、都市学科、化学バイオ工学科入学生は4年間杉本キャンパスで開講、その他学科は中百舌鳥キャンパスで開講（建築学科、都市学科、化学バイオ工学科は大阪市立大学工学部のみに存在した学科であり、その他学科は両大学もしくは大阪府立大学工学域のみに存在した学科であるため）なお電子物理工学科は，電子物性コース(母体は旧大阪府立大学)と電子材料コース(母体は旧大阪市立大学)の二つで構成されており，二年次後期からいずれかのコースに配属される。 |
| 工学部             | 機械工学科             | 大阪市立大学工学部、大阪府立大学工学域が融合。すべての学科が将来的には中百舌鳥キャンパスで開講される予定であるが、2022および2023年度の建築学科、都市学科、化学バイオ工学科入学生は4年間杉本キャンパスで開講、その他学科は中百舌鳥キャンパスで開講（建築学科、都市学科、化学バイオ工学科は大阪市立大学工学部のみに存在した学科であり、その他学科は両大学もしくは大阪府立大学工学域のみに存在した学科であるため）なお電子物理工学科は，電子物性コース(母体は旧大阪府立大学)と電子材料コース(母体は旧大阪市立大学)の二つで構成されており，二年次後期からいずれかのコースに配属される。 |
| 工学部             | 建築学科               | 大阪市立大学工学部、大阪府立大学工学域が融合。すべての学科が将来的には中百舌鳥キャンパスで開講される予定であるが、2022および2023年度の建築学科、都市学科、化学バイオ工学科入学生は4年間杉本キャンパスで開講、その他学科は中百舌鳥キャンパスで開講（建築学科、都市学科、化学バイオ工学科は大阪市立大学工学部のみに存在した学科であり、その他学科は両大学もしくは大阪府立大学工学域のみに存在した学科であるため）なお電子物理工学科は，電子物性コース(母体は旧大阪府立大学)と電子材料コース(母体は旧大阪市立大学)の二つで構成されており，二年次後期からいずれかのコースに配属される。 |
| 工学部             | 都市学科               | 大阪市立大学工学部、大阪府立大学工学域が融合。すべての学科が将来的には中百舌鳥キャンパスで開講される予定であるが、2022および2023年度の建築学科、都市学科、化学バイオ工学科入学生は4年間杉本キャンパスで開講、その他学科は中百舌鳥キャンパスで開講（建築学科、都市学科、化学バイオ工学科は大阪市立大学工学部のみに存在した学科であり、その他学科は両大学もしくは大阪府立大学工学域のみに存在した学科であるため）なお電子物理工学科は，電子物性コース(母体は旧大阪府立大学)と電子材料コース(母体は旧大阪市立大学)の二つで構成されており，二年次後期からいずれかのコースに配属される。 |
| 工学部             | 電子物理工学科         | 大阪市立大学工学部、大阪府立大学工学域が融合。すべての学科が将来的には中百舌鳥キャンパスで開講される予定であるが、2022および2023年度の建築学科、都市学科、化学バイオ工学科入学生は4年間杉本キャンパスで開講、その他学科は中百舌鳥キャンパスで開講（建築学科、都市学科、化学バイオ工学科は大阪市立大学工学部のみに存在した学科であり、その他学科は両大学もしくは大阪府立大学工学域のみに存在した学科であるため）なお電子物理工学科は，電子物性コース(母体は旧大阪府立大学)と電子材料コース(母体は旧大阪市立大学)の二つで構成されており，二年次後期からいずれかのコースに配属される。 |
| 工学部             | 情報工学科             | 大阪市立大学工学部、大阪府立大学工学域が融合。すべての学科が将来的には中百舌鳥キャンパスで開講される予定であるが、2022および2023年度の建築学科、都市学科、化学バイオ工学科入学生は4年間杉本キャンパスで開講、その他学科は中百舌鳥キャンパスで開講（建築学科、都市学科、化学バイオ工学科は大阪市立大学工学部のみに存在した学科であり、その他学科は両大学もしくは大阪府立大学工学域のみに存在した学科であるため）なお電子物理工学科は，電子物性コース(母体は旧大阪府立大学)と電子材料コース(母体は旧大阪市立大学)の二つで構成されており，二年次後期からいずれかのコースに配属される。 |
| 工学部             | 電気電子システム工学科 | 大阪市立大学工学部、大阪府立大学工学域が融合。すべての学科が将来的には中百舌鳥キャンパスで開講される予定であるが、2022および2023年度の建築学科、都市学科、化学バイオ工学科入学生は4年間杉本キャンパスで開講、その他学科は中百舌鳥キャンパスで開講（建築学科、都市学科、化学バイオ工学科は大阪市立大学工学部のみに存在した学科であり、その他学科は両大学もしくは大阪府立大学工学域のみに存在した学科であるため）なお電子物理工学科は，電子物性コース(母体は旧大阪府立大学)と電子材料コース(母体は旧大阪市立大学)の二つで構成されており，二年次後期からいずれかのコースに配属される。 |
| 工学部             | 応用化学科             | 大阪市立大学工学部、大阪府立大学工学域が融合。すべての学科が将来的には中百舌鳥キャンパスで開講される予定であるが、2022および2023年度の建築学科、都市学科、化学バイオ工学科入学生は4年間杉本キャンパスで開講、その他学科は中百舌鳥キャンパスで開講（建築学科、都市学科、化学バイオ工学科は大阪市立大学工学部のみに存在した学科であり、その他学科は両大学もしくは大阪府立大学工学域のみに存在した学科であるため）なお電子物理工学科は，電子物性コース(母体は旧大阪府立大学)と電子材料コース(母体は旧大阪市立大学)の二つで構成されており，二年次後期からいずれかのコースに配属される。 |
| 工学部             | 化学工学科             | 大阪市立大学工学部、大阪府立大学工学域が融合。すべての学科が将来的には中百舌鳥キャンパスで開講される予定であるが、2022および2023年度の建築学科、都市学科、化学バイオ工学科入学生は4年間杉本キャンパスで開講、その他学科は中百舌鳥キャンパスで開講（建築学科、都市学科、化学バイオ工学科は大阪市立大学工学部のみに存在した学科であり、その他学科は両大学もしくは大阪府立大学工学域のみに存在した学科であるため）なお電子物理工学科は，電子物性コース(母体は旧大阪府立大学)と電子材料コース(母体は旧大阪市立大学)の二つで構成されており，二年次後期からいずれかのコースに配属される。 |
| 工学部             | マテリアル工学科       | 大阪市立大学工学部、大阪府立大学工学域が融合。すべての学科が将来的には中百舌鳥キャンパスで開講される予定であるが、2022および2023年度の建築学科、都市学科、化学バイオ工学科入学生は4年間杉本キャンパスで開講、その他学科は中百舌鳥キャンパスで開講（建築学科、都市学科、化学バイオ工学科は大阪市立大学工学部のみに存在した学科であり、その他学科は両大学もしくは大阪府立大学工学域のみに存在した学科であるため）なお電子物理工学科は，電子物性コース(母体は旧大阪府立大学)と電子材料コース(母体は旧大阪市立大学)の二つで構成されており，二年次後期からいずれかのコースに配属される。 |
| 工学部             | 化学バイオ工学科       | 大阪市立大学工学部、大阪府立大学工学域が融合。すべての学科が将来的には中百舌鳥キャンパスで開講される予定であるが、2022および2023年度の建築学科、都市学科、化学バイオ工学科入学生は4年間杉本キャンパスで開講、その他学科は中百舌鳥キャンパスで開講（建築学科、都市学科、化学バイオ工学科は大阪市立大学工学部のみに存在した学科であり、その他学科は両大学もしくは大阪府立大学工学域のみに存在した学科であるため）なお電子物理工学科は，電子物性コース(母体は旧大阪府立大学)と電子材料コース(母体は旧大阪市立大学)の二つで構成されており，二年次後期からいずれかのコースに配属される。 |
| 農学部             | 応用生物科学科         | 大阪府立大学生命環境科学域の応用生命科学類・緑地環境科学類がそのまま設置。 |
| 農学部             | 生命機能化学科         | 大阪府立大学生命環境科学域の応用生命科学類・緑地環境科学類がそのまま設置。 |
| 農学部             | 緑地環境科学科         | 大阪府立大学生命環境科学域の応用生命科学類・緑地環境科学類がそのまま設置。 |
| 獣医学部           | 獣医学科               | 大阪府立大学生命環境科学域の獣医学類がそのまま設置。 |
| 医学部             | 医学科                 | 大阪市立大学医学部医学科、大阪府立大学地域保健学域の総合リハビリテーション学類の理学療法学専攻・作業療法学専攻が融合。 |
| 医学部             | リハビリテーション学科 | 大阪市立大学医学部医学科、大阪府立大学地域保健学域の総合リハビリテーション学類の理学療法学専攻・作業療法学専攻が融合。 |
| 看護学部           | 看護学科               | 大阪市立大学医学部看護学科、大阪府立大学地域保健学域の看護学類が融合。 |
| 生活科学部         | 食栄養学科             | 大阪市立大学生活科学部、大阪府立大学地域保健学域の総合リハビリテーション学類の栄養療法学専攻が融合。 |
| 生活科学部         | 居住環境学科           | 大阪市立大学生活科学部、大阪府立大学地域保健学域の総合リハビリテーション学類の栄養療法学専攻が融合。 |
| 生活科学部         | 人間福祉学科           | 大阪市立大学生活科学部、大阪府立大学地域保健学域の総合リハビリテーション学類の栄養療法学専攻が融合。 |

### 大学院
（出典）
※2020年8月17日現在、大学院がどのように融合しているか正確な情報がなかったためここでは記載していない。
| 研究科                         | 専攻                     |
| ------------------------------ | ------------------------ |
| 現代システム科学研究科         | 現代システム科学専攻     |
| 文学研究科                     | 哲学歴史学専攻           |
| 文学研究科                     | 人間行動学専攻           |
| 文学研究科                     | 言語文化学専攻           |
| 文学研究科                     | 文化構想学専攻           |
| 法学研究科（法科大学院を含む） | 法学政治学専攻           |
| 法学研究科（法科大学院を含む） | 法曹養成専攻             |
| 経済学研究科                   | 経済学専攻               |
| 経営学研究科                   | グローバルビジネス専攻   |
| 理学研究科                     | 数学専攻                 |
| 理学研究科                     | 物理学専攻               |
| 理学研究科                     | 化学専攻                 |
| 理学研究科                     | 生物学専攻               |
| 理学研究科                     | 地球学専攻               |
| 理学研究科                     | 生物化学専攻             |
| 工学研究科                     | 航空宇宙海洋系専攻       |
| 工学研究科                     | 機械系専攻               |
| 工学研究科                     | 都市系専攻               |
| 工学研究科                     | 電子物理系専攻           |
| 工学研究科                     | 電気電子系専攻           |
| 工学研究科                     | 物質化学生命系専攻       |
| 工学研究科                     | 量子放射線系専攻         |
| 農学研究科                     | 応用生物科学専攻         |
| 農学研究科                     | 生命機能化学専攻         |
| 農学研究科                     | 緑地環境科学専攻         |
| 獣医学研究科                   | 獣医学専攻               |
| 医学研究科                     | 医科学専攻               |
| 医学研究科                     | 基礎医科学専攻           |
| 医学研究科                     | 臨床医科学専攻           |
| リハビリテーション学研究科     | リハビリテーション学専攻 |
| 看護学研究科                   | 看護学専攻               |
| 生活科学研究科                 | 生活科学専攻             |
| 都市経営研究科                 | 都市経営専攻             |
| 情報学研究科                   | 基幹情報学専攻           |
| 情報学研究科                   | 学際情報学専攻           |

## 学生生活

### 教育
「基幹教育、高度専門教育の充実」「グローバル・コミュニケーション教育、地域志向教育の充実」「副専攻プログラム」の整備が目指されている。

#### 基幹教育科目の教育構成
1. 総合教育科目（キャリア教育科目、数理・データサイエンス基礎科目、文芸・芸術・社会貢献）
2. 初年次教育科目（多様な学部・学域の学生と協働して能動的な学習を行うことができる）
3. 情報リテラシー科目（大学での学びを支えるために必要なICT技術を取得）
4. 外国語科目（英語 卒業までにCEFR B1以上、初修外国語）
5. 基礎教育科目（数学・物理学・化学など理系専門課程の学修に必要な基礎を磨く）
6. 健康・スポーツ科学科目（人生100年時代に向けた健康理解と実践）
7. 資格関連科目

### 部活動
一部の部活動は2022年度以降、大阪府立大学・大阪市立大学の両大学合わせて一つの団体となるが、活動拠点となるキャンパス地はクラブごとに検討中である。体育会系の部活動以外のクラブ・サークルは当分の間、各キャンパスにての活動予定である。またキャンパス間の移動にはシャトルバスが運行しているため、授業を受けるキャンパスと異なるキャンパスでサークル活動を行う者もいる。
開学前の両大学公認団体数（大阪府立大学で約90、大阪市立大学で約150）のうち、開学時点で60余りの団体が統合した一方、約40の団体はこれまでの大学ごとに活動することとなった。将来、メインキャンパスが大阪市城東区森之宮に開設されることによって部活動の一体化が進むことが期せられている。

#### 応援団旗・応援歌
両大学の応援団が一つの団体に統合するとともに新しく大阪公立大学の応援団旗が作成された。これは両大学のスクールカラーのウルトラマリンブルー（大阪府立大学）とえんじ色（大阪市立大学）を混ぜ合わせた紫色を旗の基調色として、中央に大阪公立大学のロゴマークが描かれている。また、大阪公立大学の応援歌も作られた。

### イベント
大学祭
2024年時点では、4月に杉本キャンパスでふたば祭、5月に中百舌鳥キャンパスで友好祭、11月の第1週に中百舌鳥キャンパス、杉本キャンパスのそれぞれで、府大・市大当時からの呼称である「白鷺祭」・「銀杏祭」（いずれも回次は従前からの開催回数）が行われており、別々の実行委員会による主催形式が依然として引き継がれている。公大の開学に伴って大学祭が一新された形跡はない。

## 役員・教員

### 大阪公立大学学長
大阪公立大学学長候補者の推薦受付が実施され（2020年7月8日から8月14日までの期間で募集していた）、初代学長は辰巳砂昌弘大阪府立大学学長となった。2025年度からは副学長を務めていた櫻木 弘之となっている。

### 教員のこれから
府大では教育組織（学部・学域、大学院研究科）と教員（学術研究院）を分離しており、研究の傾向も学際的・応用分野の教員が多いなど、より実践的である。一方市大では教員は大学院研究科に所属し研究の傾向として基礎分野の教員が多い。教育内容は研究者育成に重点があり国立基幹大学に近い。両大学は統合にあたりそれぞれの強みが活かされた良い相乗効果が起こると考えられている。

### 教員数
開学前の教員数は、大阪府立大学 と大阪市立大学 のウェブサイトによる（各年5月1日現在）。
|                    |                    | 教授 | 准教授 | 講師 | 助教 | 合計  | （内数） 0外国人教員 | 出典等                 |
| ------------------ | ------------------ | ---- | ------ | ---- | ---- | ----- | -------------------- | ---------------------- |
| 2019年             | 府立大             | 263  | 260    | 54   | 65   | 642   | 18                   | [ 61 ]                 |
| 2019年             | 市立大             | 295  | 248    | 151  | 39   | 733   | 22                   | [ 62 ]                 |
| 2019年             | 両校計             | 558  | 508    | 205  | 104  | 1,375 | 40                   |                        |
| 2020年             | 府立大             | 270  | 252    | 58   | 63   | 643   | 18                   | [ 61 ]                 |
| 2020年             | 市立大             | 295  | 252    | 151  | 36   | 734   | 22                   | [ 63 ]                 |
| 2020年             | 両校計             | 565  | 504    | 209  | 99   | 1,377 | 40                   |                        |
| 2021年             | 府立大             | 272  | 257    | 54   | 62   | 645   | 17                   | [ 61 ]                 |
| 2021年             | 市立大             | 292  | 248    | 149  | 41   | 730   | 25                   | [ 64 ]                 |
| 2021年             | 両校計             | 564  | 505    | 203  | 103  | 1,375 | 42                   |                        |
| 2022年（開学年度） | 2022年（開学年度） | 572  | 502    | 217  | 86   | 1,377 | 38                   | [ 65 ] [ 66 ]          |
| 2023年             | 2023年             | 567  | 502    | 228  | 74   | 1,371 | 37                   | [ 67 ] [ 68 ] [ 注 1 ] |
| 2024年             | 2024年             | 571  | 488    | 232  | 62   | 1,353 | 40                   | [ 69 ] [ 70 ] [ 注 2 ] |

《表の注記》
1. ↑  2023年の人数の中には、他機関に出向している教員4人（准教授2人・講師2人）が含まれる。人数は、ウェイバックマシンのアーカイブにある2023年出典の改訂前（出向者を含まない）の表と改訂後の表の差で判明した。なお、法人本部サイトの出典では、出向者4人が除かれている。
2. ↑  2024年分以降、大学の出典において教員の人数から、他機関に出向している者の数が除かれている。

## 施設
ここでは、2020年7月24日時点での発表に基づいた情報を掲載する。

### キャンパス

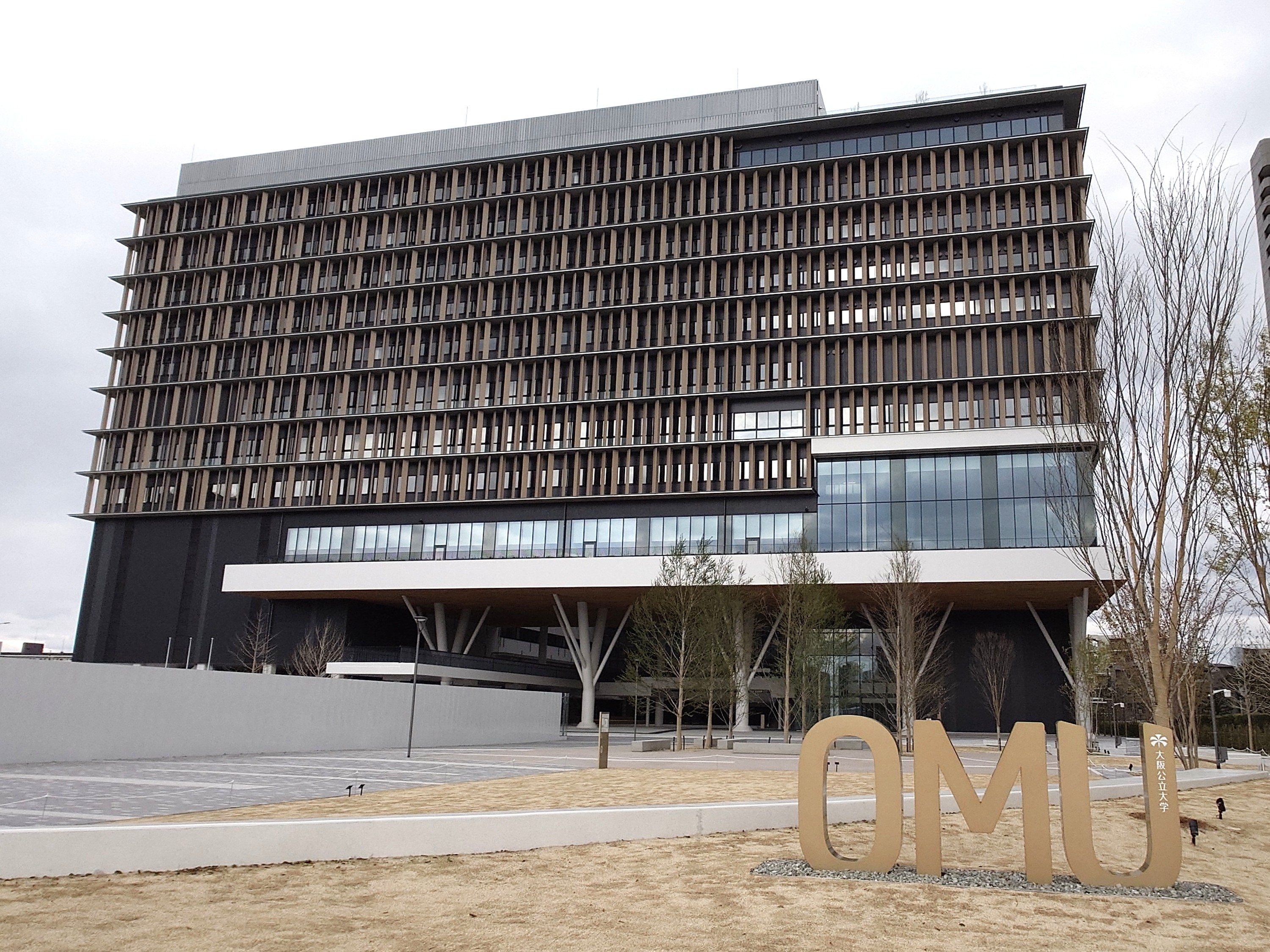
建設中の森之宮キャンパス（2025年3月30日撮影）

キャンパスの建設や移築に関わる事業規模推計は約1,000億円（第１期）。財源はキャンパスの一部売却など。
開学（2022年）、分野集約（2024年）、第1期新キャンパス（2025年）の3段階によってキャンパスを設立及び編成することが計画されている。その内、2024年までは既存のキャンパスにおいて、同種の分野を集約させて対応する。2025年度内に森之宮の都心メインキャンパスを開設する。

#### 森之宮メインキャンパス
大阪公立大学の象徴となるキャンパスで、2025年以降、JR森ノ宮駅から京橋駅にかけての範囲に開設される見込み。都市シンクタンクとしての機能を発揮することが期待されている。基幹教育・人文系等を担当する。
| 開学（2022年） | 分野集約（2024年） | 第1期新キャンパス（2025年）                 |
| -------------- | ------------------ | ------------------------------------------- |
| -              | -                  | 基幹教育 文学 リハビリテーション学 生活科学 |

#### 中百舌鳥キャンパス
大阪府立大学のキャンパスであり、工学系・先端研究を担当する。
| 開学（2022年）                                                                                  | 分野集約（2024年）                          | 第1期新キャンパス（2025年）   |
| ----------------------------------------------------------------------------------------------- | ------------------------------------------- | ----------------------------- |
| 基幹教育 現代システム 情報学（一部） 理学 工学（建築学科・都市学科・化学バイオ工学科以外） 農学 | 基幹教育 現代システム 情報学 理学 工学 農学 | 現代システム 情報学 工学 農学 |

#### 羽曳野キャンパス
大阪府立大学のキャンパスであり、健康医療系を担当する。2025年9月末閉鎖予定である。
| 開学（2022年）              | 分野集約（2024年）          | 第1期新キャンパス（2025年） |
| --------------------------- | --------------------------- | --------------------------- |
| リハビリテーション学 看護学 | リハビリテーション学 看護学 | -                           |

#### りんくうキャンパス
大阪府立大学のキャンパスであり、獣医学を担当する。また、動物検疫所関西空港支所などの機関とも連携する。
| 開学（2022年） | 分野集約（2024年） | 第1期新キャンパス（2025年） |
| -------------- | ------------------ | --------------------------- |
| 獣医学         | 獣医学             | 獣医学                      |

#### 杉本キャンパス
大阪市立大学のキャンパスであり、理学系・社会科学系・先端研究を担当する。国内最大規模 の大学図書館を有する。
| 開学（2022年）                                                                                   | 分野集約（2024年）                   | 第1期新キャンパス（2025年） |
| ------------------------------------------------------------------------------------------------ | ------------------------------------ | --------------------------- |
| 基幹教育 文学 社会科学 情報学（一部） 理学 工学（建築学科・都市学科・化学バイオ工学科） 生活科学 | 基幹教育 文学 社会科学 理学 生活科学 | 社会科学 理学               |

#### 阿倍野キャンパス
大阪市立大学のキャンパスであり、健康医療系を担当する。大阪市立大学医学部附属病院にも隣接する。
| 開学（2022年） | 分野集約（2024年） | 第1期新キャンパス（2025年） |
| -------------- | ------------------ | --------------------------- |
| 医学 看護学    | 医学 看護学        | 医学 看護学                 |

#### 梅田サテライト
大阪市立大学のキャンパスであり、都市経営学を担当する。社会人向け大学院（都市経営研究科）などがある。
| 開学（2022年） | 分野集約（2024年） | 第1期新キャンパス（2025年） |
| -------------- | ------------------ | --------------------------- |
| 都市経営学     | 都市経営学         | 都市経営学                  |

### その他
上のほか、附属植物園が存続する。

## 対外関係

### 国際交流
2020年6月時点で、大阪府立大学と大阪市立大学の両大学合計で319の海外交流協定・研究機関とのネットワークを持つ（主な地域別の内訳としては、アジアが193、欧州が73、北米が32、その他が21）。交換留学をはじめ、実地・オンラインにおける交流プログラム、相互教員派遣、講義を通した国内での海外留学体験、文化交流といったプログラムを提供する。
また留学生も受け入れており、2019年度では留学生数は大阪府立大学と大阪市立大学の両大学合計で625名。大阪公立大学は基本構想において、留学生の受け入れ増加や、海外の大学及び研究機関との間で、若手研究者や大学院生の派遣及び受け入れを行っていくとしている。

### 地域貢献
大阪公立大学は、基本構想において「大阪の歴史、伝統、文化を支える地域貢献拠点（COC = Center of Community）の形成」を掲げている。これに基づき、大学、初等・中等教育機関、研究機関、行政機関、産業界、医療保健機関等との連携強化を促進していくとしている。

## 社会との関わり

### 司法試験合格率
大阪市立大学 法科大学院は、2022年（令和4年）の司法試験では、合格率36.6%、全法科大学院中で第11位となった。